# Markus Schwiderowski
Markus Schwiderowski (* 12. Dezember 1973 in Gelsenkirchen) ist ein ehemaliger deutscher Fußballspieler.

## Fußballkarriere
Im Alter von sieben Jahren hat er beim FC Schalke 04 mit dem Fußballspielen begonnen, wo er in den Nachwuchsmannschaften von der F-Jugend bis hinauf zur A-Jugend gespielt hat.
Von 1988 bis 1994 machte er insgesamt 52 Jugendländerspiele (U16–U21) für den DFB. Er nahm dabei an der U-17 und U-19-Europameisterschaft sowie U-20-Weltmeisterschaft teil. Am 30. Dezember 1989 war er beim höchsten Sieg (12:0 gegen Malta in Holon/Israel) einer DFB-Jugendnationalmannschaft Libero der siegreichen Mannschaft: U.a. dabei Dimo Wache, Torsten Lieberknecht, Max Eberl, Jens Nowotny, Thomas Reis, Frank Schmidt, André Breitenreiter. Bei der U-20-Weltmeisterschaft 1993 scheiterte er als Kapitän des deutschen Teams mit seinen Mannschaftskameraden Dietmar Hamann, Carsten Ramelow und Carsten Jancker jedoch bereits in der Vorrunde.
Sein Bundesliga-Debüt gab Schwiderowski am 28. März 1992 (30. Spieltag) im Wildparkstadion beim Karlsruher SC. Er wurde bei der 0:1-Niederlage von Trainer Aleksandar Ristić in der 34. Spielminute für Andreas Müller eingewechselt. Es folgten noch drei weitere Spiele gegen Werder Bremen, Fortuna Düsseldorf und Stuttgarter Kickers an den letzten drei Spieltagen der Saison 1991/92.
In den nächsten Jahren spielte er für die Amateure des FC Schalke 04 und Borussia Dortmund. 1996 wechselte er in die Regionalliga West/Südwest zum 1. FC Bocholt, mit dem er in die Oberliga Nordrhein abstieg. 1999 verpflichtete ihn der Regionalligist SC Verl. 2002 folgte sein Wechsel zum Oberligisten SSVg Velbert. Nach dem Gewinn des Niederrheinpokals 2003 erreichte Schwiderowski mit der Mannschaft im DFB-Pokal 2003/04 die 2. Hauptrunde. Im Januar 2004 kehrte der Libero zum 1. FC Bocholt zurück und spielte weitere vier Jahre für den Klub vom Hünting. Als Spielertrainer übernahm Schwiderowski ab 2008 den SV Gelsenkirchen-Hessler. 
Markus Schwiderowski gehört der Traditionsmannschaft des FC Schalke 04 an.